# Thektogaster rubens
Thektogaster rubens är en stekelart som beskrevs av Huang 1990. Thektogaster rubens ingår i släktet Thektogaster och familjen puppglanssteklar. Inga underarter finns listade i Catalogue of Life.